# Dawood Saad
Dawood Saad (Al Muharraq, 9 settembre 1987) è un calciatore bahreinita, difensore dell'Al-Riffa.

## Carriera

### Club
Ha sempre giocato nel campionato di casa.

### Nazionale
Con la maglia della Nazionale ha collezionato 33 presenze.